# Trouans
Trouans ist eine französische Gemeinde mit 203 Einwohnern (Stand: 1. Januar 2022) im Département Aube in der Region Grand Est; sie gehört zum Arrondissement Troyes und zum Kanton Arcis-sur-Aube. 

## Geografie
Trouans liegt etwa 43 Kilometer nordnordöstlich von Troyes. Im Osten liegt der Militärübungsplatz Camp de Mailly. Umgeben wird Trouans von den Nachbargemeinden Mailly-le-Camp im Norden und Nordwesten, Poivres im Norden und Nordosten, Sompuis im Osten und Nordosten, Dosnon im Süden und Südosten, Herbisse im Westen und Südwesten sowie Villiers-Herbisse im Westen und Nordwesten.

## Bevölkerungsentwicklung
| Jahr                      | 1962 | 1968 | 1975 | 1982 | 1990 | 1999 | 2006 | 2011 | 2016 |
| Einwohner                 | 136  | 140  | 268  | 214  | 199  | 207  | 222  | 246  | 232  |
| Quelle: Cassini und INSEE |      |      |      |      |      |      |      |      |      |

## Sehenswürdigkeiten
- Kirche Saint-Georges in Trouan-le-Grand, seit 1924 Monument historique
- Kirche Saint-Pierre in Trouan-le-Petit
- Friedhofskreuz in Trouan-le-Grand, Monument historique
- Grabreihe englischer Soldaten

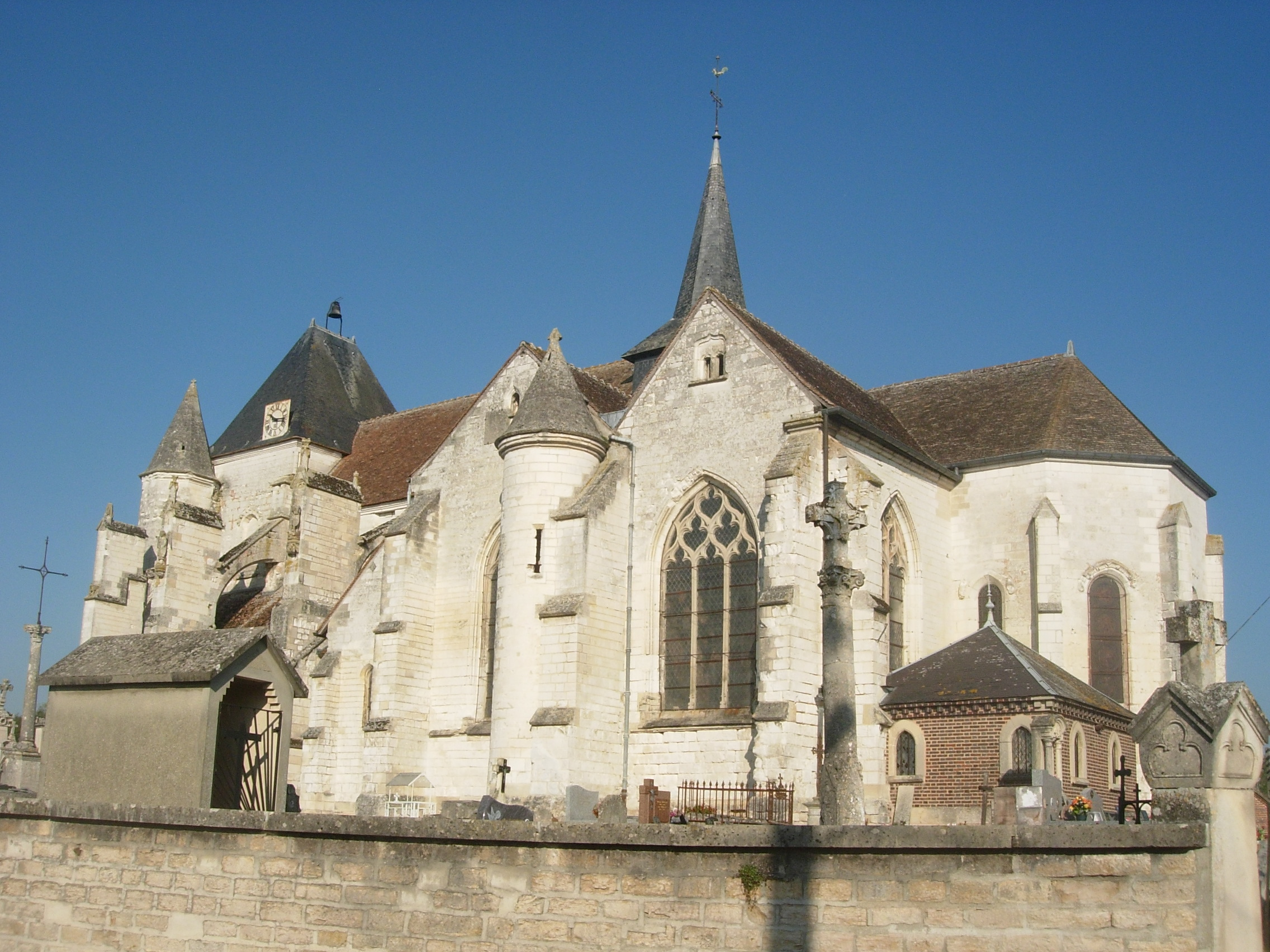
Kirche Saint-Georges
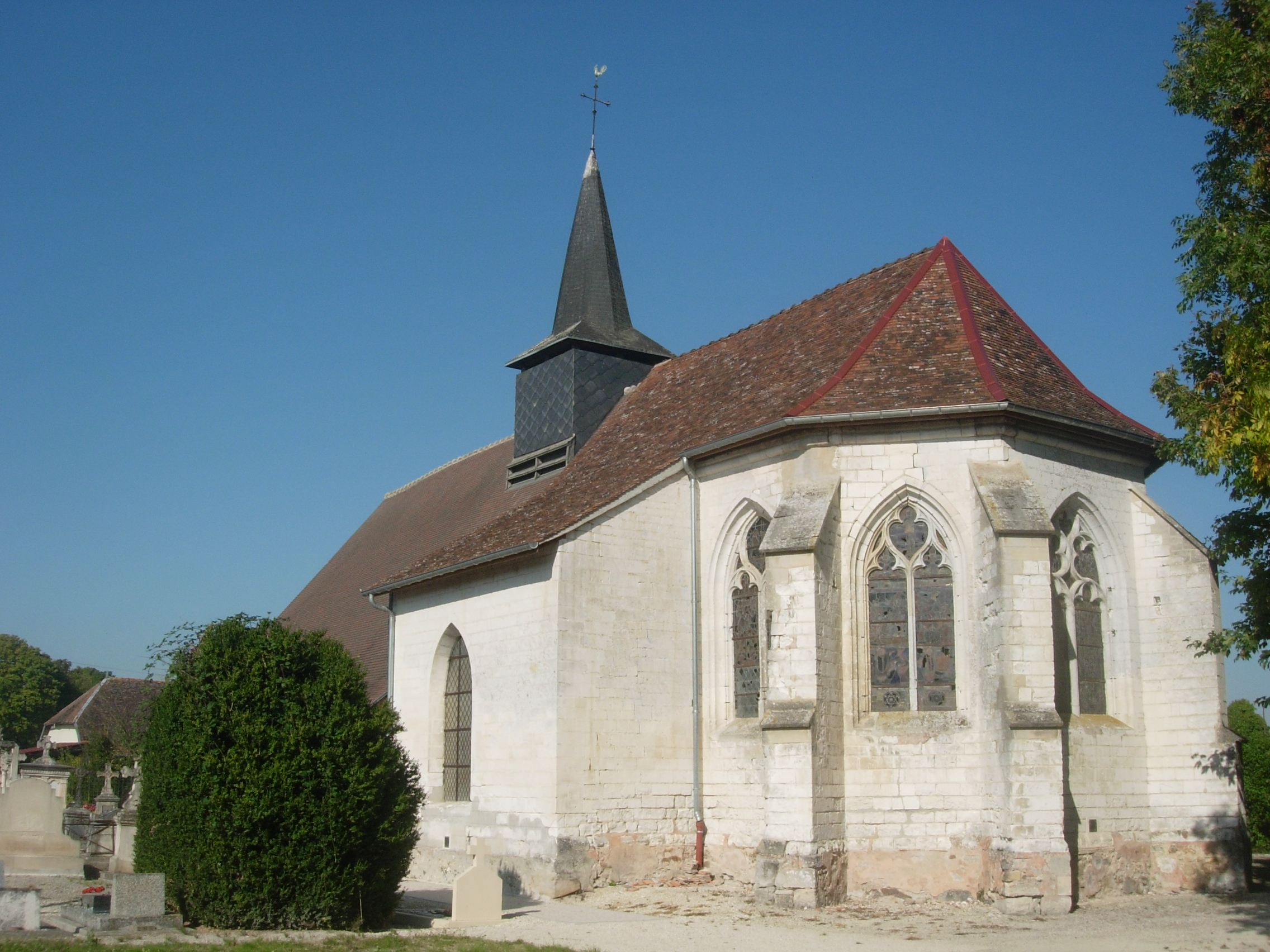
Kirche Saint-Pierre
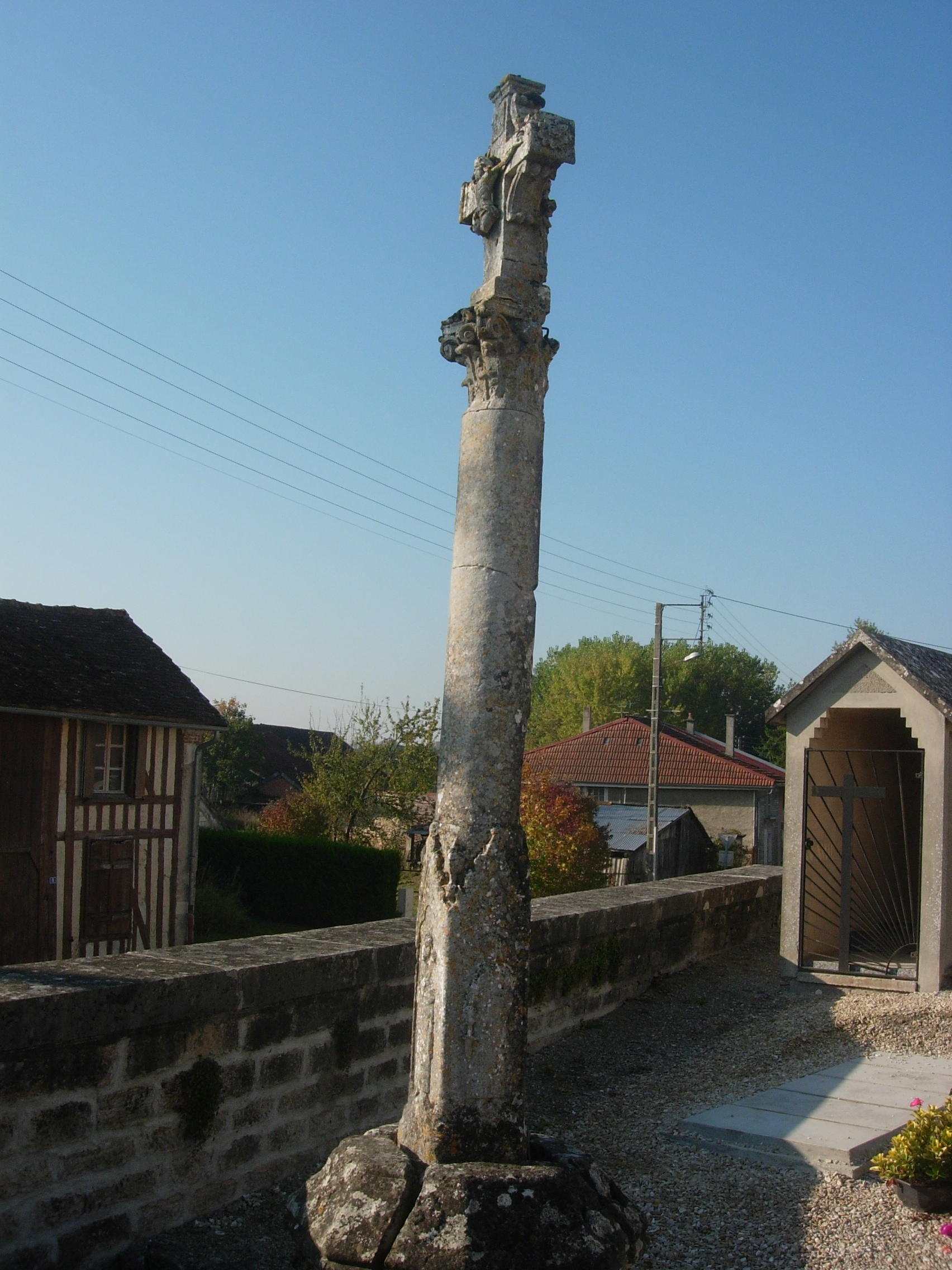
Steinkreuz auf dem Friedhof (MH)